# Geeloorspinnenjager
De geeloorspinnenjager (Arachnothera flavigaster) is een zangvogel uit de familie van de honingzuigers. De soort komt voor in de Indische Archipel.

## Kenmerken
De geeloorspinnenjager is 22 cm groot, groter dan de geelwangspinnenjager, waar hij verder sterk op lijkt. Beide soorten zijn olijfgroen, van boven wat donkerder dan van onder en beide hebben een geel vlekje bij de oorstreek. Het verschil is de oogring. De geeloorspinnenjager heeft rond het hele oog een duidelijke lichte ring, waardoor de vogel 'gebrild' lijkt, terwijl de geelwangspinnenjager een smalle boog boven het oog heeft.

## Verspreiding en leefgebied
De geelwangspinnenjager is een wijdverspreide maar schaars voorkomende standvogel op het schiereiland Malakka, Sumatra, Java en Borneo in tropisch regenbos, secondair bos en aangeplant bos en plantages in het laagland.

## Status
De geelwangspinnenjager heeft een groot verspreidingsgebied en daardoor alleen al is de kans op uitsterven uiterst gering. De grootte van de populatie is niet gekwantificeerd, maar de indruk bestaat dat hij in aantal achteruit gaat. Echter, het tempo ligt onder de 30% in tien jaar (minder dan 3,5% per jaar). Om deze reden staat deze spinnenjager als niet bedreigd op de Rode Lijst van de IUCN.